# Orphnus similis
Orphnus similis är en skalbaggsart som beskrevs av Rudolph Petrovitz 1971. Orphnus similis ingår i släktet Orphnus och familjen Orphnidae. Utöver nominatformen finns också underarten O. s. umbilicatus.